# Ursula-Lübbe-Stiftung
Die Ursula-Lübbe-Stiftung (Eigenschreibweise: Ursula Lübbe Stiftung) ist eine gemeinnützige rechtsfähige Stiftung des bürgerlichen Rechts mit Sitz in Bergisch Gladbach. Sie wurde 2003 von der Verlegerin Ursula Lübbe (1922–2016) für das Kulturgut Buch und sein geistiges Umfeld gegründet.

## Zweck
Die Stiftung hat sich die Förderung von Bildung, Kunst und Kultur insbesondere für Kinder und Jugendliche durch die Fokussierung auf Kinder- und Nachwuchsförderung sowie den verantwortlichen Umgang mit dem Schlüsselmedium Buch und den audiovisuellen Medien zur Aufgabe gemacht. Sie möchte außerdem die Kulturvermittlung an die kommenden Generationen auf der Bühne und in Museen fördern. Partner der Stiftung sind z. B. die Stiftung Preußischer Kulturbesitz und die Wiener Staatsoper. 2007 startete die Stiftung das Kinderkulturmagazin KiKuMa. Dem Herausgeberbeirat unter Vorsitz von Bernd Neumann gehörten Anfang 2010 Ingrid Fischbach, Stephan Frucht, Max Hollein, Werner E. Klatten, Klaus-Dieter Lehmann, Eske Nannen, Markus Schächter und Jürgen Rüttgers an.

## Vorstand
Der Vorstand bestand Anfang 2010 aus dem Verleger Stefan Lübbe als Vorsitzendem sowie dem Rechtehändler Marc Schneider. Ein Kuratorium aus Experten unter Vorsitz von Walter Homolka stellt sicher, dass die gesteckten Ziele erfüllt werden. Zu den weiteren Mitgliedern zählen Wolfgang Bosbach, Stefan von Holtzbrinck, Klaus-Dieter Lehmann und Georg Springer.